# UFC on Fuel TV: Korean Zombie vs. Poirier
UFC on Fuel TV: Korean Zombie vs. Poirier, noto anche come UFC on Fuel TV 3, è stato un evento di arti marziali miste organizzato dalla Ultimate Fighting Championship e tenutosi il 15 maggio 2012 al Patriot Center di Fairfax, Stati Uniti.

## Retroscena
L'evento inizialmente era stato promosso per il canale televisivo FX, ma successivamente venne chiarito che sarebbe stato Fuel TV a promuoverlo.
Donald Cerrone avrebbe dovuto affrontare Yves Edwards ma quest'ultimo s'infortunò e venne sostituito da Jeremy Stephens.

## Risultati

### Card preliminare
- Incontro categoria Pesi Gallo:  Francisco Rivera contro  Alex Soto

Rivera sconfigge Soto per decisione unanime (30–27, 30–27, 30–27).
- Incontro categoria Pesi Gallo:  Johnny Eduardo contro  Jeff Curran

Eduardo sconfigge Curran per decisione unanime (29–28, 29–28, 29–28).
- Incontro categoria Pesi Leggeri:  Rafael dos Anjos contro  Kamal Shalorus

dos Anjos sconfigge Shalorus per sottomissione (strangolamento da dietro) a 1:40 del primo round.
- Incontro categoria Pesi Leggeri:  TJ Grant contro  Carlo Prater

Grant sconfigge Prater per decisione unanime (30–27, 30–27, 30–27).
- Incontro categoria Pesi Leggeri:  Cody McKenzie contro  Marcus LeVesseur

McKenzie sconfigge LeVesseur per sottomissione (strangolamento a ghigliottina) a 3:05 del primo round.
- Incontro categoria Pesi Medi:  Brad Tavares contro  Yang Dongi

Tavares sconfigge Yang per decisione unanime (29–28, 29–28, 29–28).

### Card principale
- Incontro categoria Pesi Medi:  Tom Lawlor contro  Jason MacDonald

Lawlor sconfigge MacDonald per KO (pugno) a 0:50 del primo round.
- Incontro categoria Pesi Mediomassimi:  Igor Pokrajac contro  Fabio Maldonado

Pokrajac sconfigge Maldonado per decisione unanime (29–28, 30–27, 29–28).
- Incontro categoria Pesi Gallo:  Yves Jabouin contro  Jeff Hougland

Jabouin sconfigge Hougland per decisione unanime (30–27, 30–26, 30–27).
- Incontro categoria Pesi Leggeri:  Donald Cerrone contro  Jeremy Stephens

Cerrone sconfigge Stephens per decisione unanime (30–27, 30–27, 30–27).
- Incontro categoria Pesi Welter:  Amir Sadollah contro  Jorge Lopez

Sadollah sconfigge Lopez per decisione divisa (28–29, 29–28, 29–28).
- Incontro categoria Pesi Piuma:  Jung Chan-Sung contro  Dustin Poirier

Jung sconfigge Poirier per sottomissione (strangolamento D'Arce) a 1:07 del quarto round.